# Témoin oculaire (téléfilm)
Pour les articles homonymes, voir Témoin oculaire.
Série Super Polar
Fenêtre sur femmes
(1993) L'homme qui ne voulait pas mourir
(1993)
Pour plus de détails, voir Fiche technique et Distribution.
Témoin oculaire (Testimone oculare) est un téléfilm giallo italien réalisé par Lamberto Bava en 1989.
C'est l'un des quatre films de la série Alta Tensione, avec L'homme qui ne voulait pas mourir, Le Jeu du diable et Le Maître de la terreur, produits par Reteitalia pour Fininvest en 1989 mais restés longtemps inédits. 
En France, Témoin oculaire est un Super Polar de La Cinq. Il est finalement diffusé dans Les Jeudis de l'angoisse le 30 septembre 1993 sur M6. La première diffusion italienne a lieu en juillet 1999  sur Italia 1.

## Synopsis
Une femme aveugle est enfermée dans un centre commercial et se retrouve témoin d'un crime au cours duquel un employé est tué. La police commence l'enquête, aidée par la femme qui, bien que malvoyante, est capable de percevoir les vibrations des personnes et potentiellement celles du meurtrier.

## Fiche technique
- Titre français : Témoin oculaire[3]
- Titre original italien : Testimone oculare[4]
- Réalisateur : Lamberto Bava
- Scénario : Lamberto Bava, Massimo De Rita, Giorgio Stegani, Andrea Piazzesi
- Photographie : Gianfranco Transunto
- Montage : Piero Bozza
- Musique : Simon Boswell
- Décors : Enzo De Camillis
- Costumes : Fiamma Bedendo
- Production : Lamberto Bava, Andrea Piazzesi
- Société de production : Reteitalia
- Pays de production :  Italie
- Langue originale : italien
- Format : Couleur - 1,66:1
- Durée : 90 minutes
- Genre : Giallo
- Date de sortie :
  - France : 30 septembre 1993 (Les Jeudis de l'angoisse sur M6)
  - Italie : juillet 1999 (Italia 1)
- Interdit aux moins de 12 ans

## Distribution
- Barbara Cupisti : Elisa
- Stefano Davanzati : Commissaire Marra
- Loredana Romito : Mara
- Mary Sellers : Tiziana
- Francesco Casale : Marcello
- Giuseppe Pianviti : Karl
- Antonella Angelucci : Lucy
- Santo Bellina :
- Gianfilippo Conte :

## Diffusion
Ce Super Polar destiné à La Cinq a finalement été diffusé pour la première fois en France dans Les Jeudis de l'angoisse le 30 septembre 1993 sur M6.
En Italie, c'est l'un des quatre téléfilms de la collection Alta tensione, avec L'homme qui ne voulait pas mourir, Le Jeu du diable et Le Maître de la terreur, produits par Reteitalia pour Fininvest en 1989. 
Dans son pays d'origine, le téléfilm n'a pas été diffusé à la télévision au moment de sa production en raison de la violence de certaines scènes. Le film est donc resté inédit pendant une bonne dizaine d'années, jusqu'à sa première diffusion sur Italia 1 en juillet 1999. En 2007, l'intégralité de la série a été diffusée sur la chaîne satellitaire Zone Fantasy.